# Randolph (Kansas)
Randolph è un comune degli Stati Uniti d'America, situato nello Stato del Kansas, nella Contea di Riley.